# Epinephelus albomarginatus
Epinephelus albomarginatus es una especie de peces de la familia Serranidae en el orden de los Perciformes.

## Morfología
- Los machos pueden llegar alcanzar los 100 cm de longitud total.[2]

## Distribución geográfica
Se encuentra desde Quissico (Mozambique) hasta  East London (Sudáfrica).